# Списак епизода серије Блок 27

Блок 27 је српска телевизијска серија која је премијерно почела са емитовањем од 19. фебруара 2022. године на каналу Суперстар ТВ . 
Серија Блок 27 за сада броји 1 сезону и 6 епизода.
У припреми је и друга сезона серије.

## Преглед
| Сезона | Сезона | Епизоде | Епизоде | Оригинално емитовање | Оригинално емитовање | Оригинално емитовање |
| Сезона | Сезона | Епизоде | Епизоде | Премијера            | Финале               | Мрежа                |
| ------ | ------ | ------- | ------- | -------------------- | -------------------- | -------------------- |
|        | 1.     | 6       | 6       | 19. фебруар 2022.    | 6. март 2022.        | Суперстар ТВ         |
|        | 2.     | 6       | 6       | 2024.                | 2024.                | Суперстар ТВ         |